# Florence Maybrick
Pour les articles homonymes, voir Maybrick.
Florence Maybrick (née le 3 septembre 1862 à Mobile (Alabama) et décédée le 23 octobre 1941 à South Kent dans le comté de Litchfield, Connecticut) est au cœur d'une célèbre affaire criminelle de la fin du XIXe siècle en Grande-Bretagne.

## Biographie
Fille d'un banquier de Mobile (Alabama), William G. Chandler, elle épousa en 1881, à 18 ans, un négociant en coton anglais, James Maybrick âgé de 42 ans. Ils vécurent d'abord en Virginie puis en 1884 s'installèrent à Aigburth près de Liverpool. Le couple eut un garçon et une fille. Il semblerait que James Maybrick ait cependant continué une ancienne liaison et qu'il ait eu des enfants avec sa maîtresse.
James Maybrick était un consommateur régulier d'arsenic qu'il mélangeait parfois à d'autres poisons comme la strychnine, rutaceae, cascara, jusquiame noire, morphine, acide prussique, papaïne ou iridine. Les raisons avancées pour l'utilisation de ces substances varient : il les considérait comme des aphrodisiaques ou il les utilisait pour soigner une affection ancienne, soit une maladie vénérienne soit une malaria contracté en Afrique.
Les exigences sexuelles de son mari auraient suscité un dégoût croissant chez Florence Maybrick, mais elle ne pouvait demander le divorce car la loi alors lui faisait perdre la garde de ses enfants. En mars 1889, elle se serait enfuie à Londres où elle aurait passé la nuit à l'hôtel avec un autre négociant en coton de Liverpool, Alfred Brierley. Dans la dispute qui suivit, James Maybrick battit sa femme. Au mois d'avril suivant, elle acheta du papier-tue-mouche qu'elle mit à tremper pour en prélever l'arsenic.
Au début de mai 1889, alors que son époux se remettait d'une overdose de strychnine, Florence Maybrick fut placée sous surveillance après qu'une lettre à son amant Alfred Brierley a été interceptée. Le 9 mai, une infirmière dénonça qu'elle l'avait surprise en train de mettre quelque chose dans une bouteille destinée à son mari. De l'arsenic y fut découvert. Il mourut le 11 mai et l'examen post mortem révéla de l'arsenic dans son foie et ses reins mais pas dans son cœur ou son sang. Florence Maybrick fut arrêtée le 14 mai 1889, inculpée de meurtre avec préméditation le 29 mai et jugée à partir du 31 juillet.
Son avocat plaida que la cause de la mort n'était pas sûre. S'il avait été empoisonné à l'arsenic, on en aurait retrouvé dans son cœur et son sang, ce qui n'avait pas été le cas. De plus, comme il était un consommateur de cette substance, le fait que sa femme lui en donnât pouvait tout aussi bien être un remède, ce qu'elle avait dit dès le début. Les quantités de substances dangereuses qu'il avait absorbées tout au long de sa vie pouvaient expliquer sa gastro-entérite fatale, autre cause probable du décès.
Le 7 août, Florence Maybrick fut condamnée à être pendue. Une campagne d'opinion se déclencha en sa faveur, comme les articles de W. T. Stead à ce sujet dans la Pall Mall Gazette. Henry Matthews, le Home Secretary et Hardinge Giffard, le Lord Chancelier, conclurent qu'elle avait administré de l'arsenic à son époux, avec intention de le tuer, mais qu'il n'était pas prouvé que cela avait entraîné sa mort. La reine Victoria commua sa peine en prison à vie. Elle fut finalement libérée en 1904.
Florence Maybrick retourna aux États-Unis où elle écrivit ses mémoires. Installée à South Kent dans le Comté de Litchfield, Connecticut, elle survécut de la générosité de ses voisins et des cours qu'elle donnait. Elle mourut dans la misère en 1941.
Le cas de Florence Maybrick suscita une importante littérature. Elle fut ainsi une des sources d'inspiration de Thomas Hardy pour Tess d'Urberville.

### Ouvrages inspirés par le cas Florence Maybrick

#### Essais
- Boswell, Charles, and Lewis Thompson. The Girl with the Scarlet Brand (1954).
- Christie, Trevor L. Etched in Arsenic (1968).
- Daisy Bank Print. and Pub. Co. Full Account of the Life & Trial of Mrs. Maybrick: Interesting Details of her Earlier Life (ca. 1901).
- Densmore, Helen. The Maybrick Case (1892).
- Irving, Henry B. Trial of Mrs. Maybrick (Notable English Trials series, 1912).
- Irving, Henry B. "Mrs. Maybrick", in James H. Hodge (ed.), Famous Trials III (Penguin, 1950) pp. 97–134
- J.L.F. The Maybrick Case: A Treatise Showing Conclusive Reasons for the Continued Public Dissent from the Verdict and "Decision." (1891).
- L.E.X. Is Mrs. Maybrick guilty?: A Defence Shewing that the Verdict of Guilty is not Founded on Fact, and is Inconsistent with the Presence of a Strong Element of Doubt; with Reasons for Mrs. Maybrick's Release (1889).
- Levy, J. H. The Necessity for Criminal Appeal: As Illustrated by the Maybrick Case and the Jurisprudence of Various Countries (1899).
- MacDougall, Alexander. The Maybrick Case (1891 and 1896).
- Mason, Eleanor. Florie Chandler: or, The Secret to the Maybrick Poisoning Case (1890).
- Maybrick, Florence E. Mrs. Maybrick's Own Story: My Fifteen Lost Years (1904).
- Morland, Nigel. This Friendless Lady (1957).
- Ryan Jr., Bernard. The Poisoned Life of Mrs. Maybrick (1977).
- Tidy, Charles Meymott and Rawdon Macnamara. The Maybrick Trial: A Toxicological Study (1890).

#### Fiction
- Berkeley, Anthony. The Wychford Poisoning Case (1926).
- Fessenden, Laura Dayton. Bonnie Mackirby (1898).
- Lowndes, Mrs. Belloc. Letty Lynton (1931).
- Lowndes, Mrs. Belloc. Story of Ivy (1928).
- Sayers, Dorothy L. Strong Poison (1930).
- Shearing, Joseph. Airing in a Closed Carriage (1943).
- Leconte, Pascale. Jack the Ripper is not a man (2017).
- Pascale, Leconte. Jack l'éventreur n'est pas un homme (2014).